# Azol
Azol je klasa azotnih heterocikličnih petočlanih prstenova koji sadrže bar još jedan drugi neugljenični atom (azot, sumpor, ili kiseonik). Azoli su aromatični i formalno imaju dve dvostruke veze. Jedan slobodni elektronski par heteroatoma je deo aromatičnog prstena azola.
Redukovani analozi su azolini i azolidini. Imena azola zadržavaju prefiks nakon redukcije (npr., pirazolin, pirazolidin). Numerisanje atoma prstena azola počinje sa heteroatomom koji nije deo dvostruke veze, i zatim ide ka drugom heteroatomu.

## Spoljašnje veze
- Azoles на 